# Фрескароло (Модена)
Фрескароло је насеље у Италији у округу Модена, региону Емилија-Ромања.
Према процени из 2011. у насељу је живело 25 становника. Насеље се налази на надморској висини од 1110 м.